# Vallecito (California)
Vallecito, anteriormente Murphy's Old Diggings, Valacito, Vallicita y Vallicito, es un lugar designado por el censo ubicado en el condado de Calaveras en el estado estadounidense de California. En el año 2000 tenía una población de 427 habitantes y una densidad poblacional de 19.2 personas por km².

## Geografía
Vallecito se encuentra ubicado en las coordenadas 38°05′25″N 120°28′25″O / 38.09028, -120.47361. Según la Oficina del Censo, la ciudad tiene un área total de 22,2 km² (8,6 mi²), de la cual 22,2 km² (8,6 mi²) es tierra y 0 km² (0 mi²) (0.00%) es agua.

## Demografía
Según la Oficina del Censo en 2000 los ingresos medios por hogar en la localidad eran de $36,875, y los ingresos medios por familia eran $32,917. Los hombres tenían unos ingresos medios de $46,250 frente a los $37,917 para las mujeres. La renta per cápita para la localidad era de $18,779. Alrededor del 16.6% de la población estaban por debajo del umbral de pobreza.